# Guy Le Rumeur
Guy Louis Le Rumeur (* 12. November 1901 in Merdrignac; † 28. Dezember 2003 in Angers; Pseudonym: Claude Fillieux) war ein französischer Offizier und Schriftsteller.

## Leben
Guy Le Rumeur trat 1921 in die Militärschule Saint-Cyr ein. Er schlug eine Laufbahn als Offizier in den damaligen französischen Kolonien Tschad, Mauretanien und Niger ein. Im Zuge dessen bereiste er mehrmals die Wüste Sahara. Er wirkte in den 1930er Jahren als Kommandant der Nomaden-Gruppe von Tahoua in Niger. Dabei machte er in der Wüste nördlich von Tahoua zahlreiche Funde aus der Jungsteinzeit. Zuletzt hatte er den Dienstgrad eines Colonel inne.
Le Rumeur schrieb über die Regionen, in denen er als Kolonialoffizier tätig gewesen war. Für sein 1955 erschienenes Buch Le grand méhariste erhielt er den Grand prix littéraire de l’AOF, den Großen Literaturpreis von Französisch-Westafrika, und für sein 1960 erschienenes Buch Le Sahara avant le pétrole (1960) den Grand prix littéraire du Sahara, den Großen Sahara-Literaturpreis. Außerdem veröffentlichte er mehrere Werke zu katholischen Themen, unter anderem über die Berichte über – von der katholischen Kirche nicht anerkannte – Marienerscheinungen in Kerizinen, einem Weiler in der Gemeinde Plounévez-Lochrist in der Bretagne, und die Wallfahrten dorthin.
Guy Le Rumeur starb im Alter von 102 Jahren.

## Werke
- L’imprévu dans les dunes. Imprimerie d'Extrême-Orient, Hanoï 1942.
- L’âme de Sirré Somba. Imprimerie d'Extrême-Orient, Hanoi 1944. (Als Claude Fillieux.)
- Le grand méhariste. Mit einem Vorwort von Joseph Peyré. Berger-Levrault, Paris 1955.
- La Volonté de venger Mussat. In: Les Œuvres libres. Nouvelle série. Nr. 104, Januar 1955, S. 185–210.
- La République islamique de Mauritanie. La Documentation française, Paris 1960.
- Le Sahara avant le pétrole. Société Continentale d’Éditions Modernes Illustrées, Paris 1960.
- Merveilleux Cambodge. Société Continentale d’Éditions Modernes Illustrées, Paris 1962. (Als Claude Fillieux.)
- Enchantement des Antilles. Société Continentale d’Éditions Modernes Illustrées, Paris 1963.
- Les Apparitions de Kerizinen. Selbstverlag, Argenton-L’Eglise 1969.
- Apocalypse mariale. La Salette, Fatima, Kerizinen, Garabandal, San Damiano. Selbstverlag, Argenton-L’Eglise 1970.
- Garabandal. Selbstverlag, Argenton-L’Eglise 1970.
- La Grande hérésie. Selbstverlag, Argenton-L’Eglise 1971.
- Marie et la grande hérésie. Selbstverlag, Argenton-L’Eglise 1974.
- Notre-Dame et Kérizinen. Selbstverlag, Argenton-L’Eglise 1976, ISBN 2-902090-00-5.
- Notre-Dame du Carmel à Garabandal. Selbstverlag, Argenton-L’Eglise 1978, ISBN 2-902090-01-3.
- La Révolte des hommes et l’heure de Marie. Selbstverlag, Argenton-L’Eglise 1981, ISBN 2-902090-02-1.
- Confusion et sacrilèges. Selbstverlag, Argenton-L’Eglise 1983, ISBN 2-902090-03-X.
- Méhariste et chef de poste au Tchad. L’Harmattan, Paris 1991, ISBN 2-7384-1052-9.